# Schlacht von Hòa Bình
Haiphong – Hanoi – Papillon – Léa – Ceinture – Route Coloniale 4 – Vĩnh Yên – Mạo Khê – Sông Đáy – Hòa Bình – Nghia Lo
– Lorraine – Nà Sản – Bretagne – Adolphe – Laos I – Atlante – Camargue – Hirondelle – Brochet – Mouette – Laos II – Điện Biên Phủ –  Mang-Yang-Pass
Die Schlacht von Hòa Bình fand während des  Indochinakriegs zwischen französischen Kolonialtruppen und den Việt Minh vom 10. November 1951 bis zum 25. Februar 1952 statt. Dabei eroberten französische Truppen die Stadt Hòa Bình, mussten sie jedoch nach mehrmonatiger Verteidigung gegen die Viet Minh wieder aufgeben.

## Vorgeschichte
Nachdem die französischen Truppen während des Jahres 1951 mehrere Versuche der Viet Minh, mit militärischen Großverbänden in das Deltagebiet Tonkings einzubrechen abgewehrt hatten, plante der Oberkommandierende in Indochina, Jean de Lattre de Tassigny, in die Offensive zu gehen. Als Ziel legte er die Stadt Hoa Binh westlich des Deltas fest. Einerseits hoffte die französische Führung dabei die Viet Minh in eine offene Schlacht locken zu können, da die französische Führung wichtige Nachschubwege der Viet Minh in Hoa Binh vermutete. Ebenso war die Stadt das Zentrum der oft profranzösisch handelnden Minderheit der Mường.

## Verlauf
Am 14. November 1952 landeten drei französische Fallschirmjäger-Bataillone bei Hoa Binh. Am selben Tag setzten sich 22 Infanterie- und Artilleriebataillone sowie zwei gepanzerte Einheiten vom Delta entlang der Route Coloniale 6 in Bewegung. Die französischen Truppen konnten ihr Ziel, den Raum Hoa Binh zu besetzen, fast ohne Widerstand erreichen.
Der vietnamesische Oberkommandierende Vo Nguyen Giap befahl einen ausweichenden Rückzug seiner Truppen, versammelte jedoch bis zum Dezember drei Divisionen, welche Hoa Binh angriffen. Diese wurden von zwei weiteren Divisionen unterstützt, die im rückwärtigen Gebiet der Franzosen kämpften. Die Viet Minh konnten Hoa Binh nicht einnehmen, es aber von seinen Verkehrsverbindungen und der Wasserversorgung abschneiden. Die Viet Minh setzten bei Hoa Binh erstmals ein zweistufiges Organisationsmodell ein. Dabei wurden innerhalb einer Division für jede Einheit an der Front eine weitere in Reserve gehalten und aufgefrischt. Dadurch konnten die Viet Minh eine achtwöchige Offensive aufrechterhalten. Nach Schätzungen sollten rund 150.000 Menschen als Träger im Hinterland beschäftigt gewesen sein um die Operation logistisch zu unterstützen. Hoa Binh gegen diesen ständigen Druck zu halten, wurde für die französische Seite immer kostspieliger, insbesondere da die Sicherheitslage im Delta aufgrund der Infiltration der Viet Minh immer schwieriger wurde. Nachdem de Lattre aufgrund einer Krebserkrankung von seinem Posten zurücktreten musste, gab sein Nachfolger Raoul Salan im Januar 1952 den Befehl Hoa Binh zu räumen. Der Rückzug aus Hoa Binh erfolgte in einer mehrwöchigen Rückzugsoperation, um die eigenen Verluste niedrig zu halten.